# Серебряный Бор (станция)
Сере́бряный Бор — узловая железнодорожная станция Малого кольца Московской железной дороги в Москве. Входит в Московско-Курский центр организации работы железнодорожных станций ДЦС-1 Московской дирекции управления движением. По основному применению является промежуточной, по объёму работы отнесена к 4 классу. Ранее была участковой.

## История
На этой станции 19 июля 1908 года состоялось торжественное открытие движения на Московской окружной железной дороге.

## Расположение
Располагается у границы районов Сокол и Щукино, между улицей Панфилова и Большим Волоколамским проездом. Над северной горловиной станции проходит Волоколамское шоссе, над южной — улица Народного Ополчения.

## Название
Очень часто происхождение названия станции ошибочно связывают с Серебряным Бором на северо-западе Москвы. На самом деле станция получила название по стоявшему вокруг неё «столетнему» сосновому бору, носившему в старину название «Серебряный Бор». К концу XIX века этот лесной массив получил новое название «Большая Всехсвятская роща».

## Путевое хозяйство
От северной горловины станции отходит электрифицированная соединительная ветвь на станцию Подмосковная Рижского направления МЖД вдоль улицы Константина Царёва (начальное обозначение — ветвь номер 28), до середины XX века существовала вторая ветвь (ветвь номер 29) на Рижское направление, к платформе Покровско-Стрешнево). От южной горловины отходят подъездные пути к Курчатовскому институту (вдоль улицы Берзарина) и к ТЭЦ-16 ОАО "Мосэнерго".
На сегодняшний день сохранились две будки централизации, казарма, вокзал и помещение для хранения багажа.
2 мая 2014 года станция закрыта для всей грузовой работы по параграфу 3 Тарифного руководства № 4. Открыта по знаку «X» (грузовые и пассажирские операции не производятся). Код ЕСР сменён с 198601 на 198616.